# Anton Ažbe
Anton Ažbe (30 de mayo de 1862-5 de agosto de 1905) fue un pintor y profesor esloveno que vivió en el Imperio austrohúngaro. Se considera el pintor esloveno más importante de la segunda mitad del siglo XIX.
Comenzó su educación artística en Liubliana con Yanesha Wolf. En el otoño de 1882 fue a estudiar en la Academia de Bellas Artes de Viena. En 1884 se trasladó a Múnich, donde asistió a las lecciones de arte clásico en la Academia de Bellas Artes de Múnich. A partir de 1892 dio clases en su propia escuela de arte, a las que asistieron entre otros pintores Vasili Kandinski, Alekséi von Jawlensky, Matija Jama, Rihard Jakopič, Nadežda Petrović y Matej Sternen.
Su estilo fue evolucionado desde el academicismo a la pintura realista, convirtiéndose junto con Yuri Shubitsem en representante del realismo en el arte esloveno. Su pintura Mujer de negro es una buena representación de sus principios artísticos. Para Ažbe este lienzo muestra cómo puede cambiar el color bajo la influencia de la iluminación.
Respecto a sus principios pedagógicos, su metodología tenía por objeto el desarrollo de las capacidades individuales de los estudiantes y que cada cual encontrase su propio estilo. En pintura rechazó los patrones de pensamiento y estimuló la necesidad que tienen los artistas de explorar nuevas técnicas artísticas. Por tanto, sus alumnos no se especializaban en ningún área específica en la pintura.
Murió en Múnich en 1905.